# Jeřáb americký (strom)

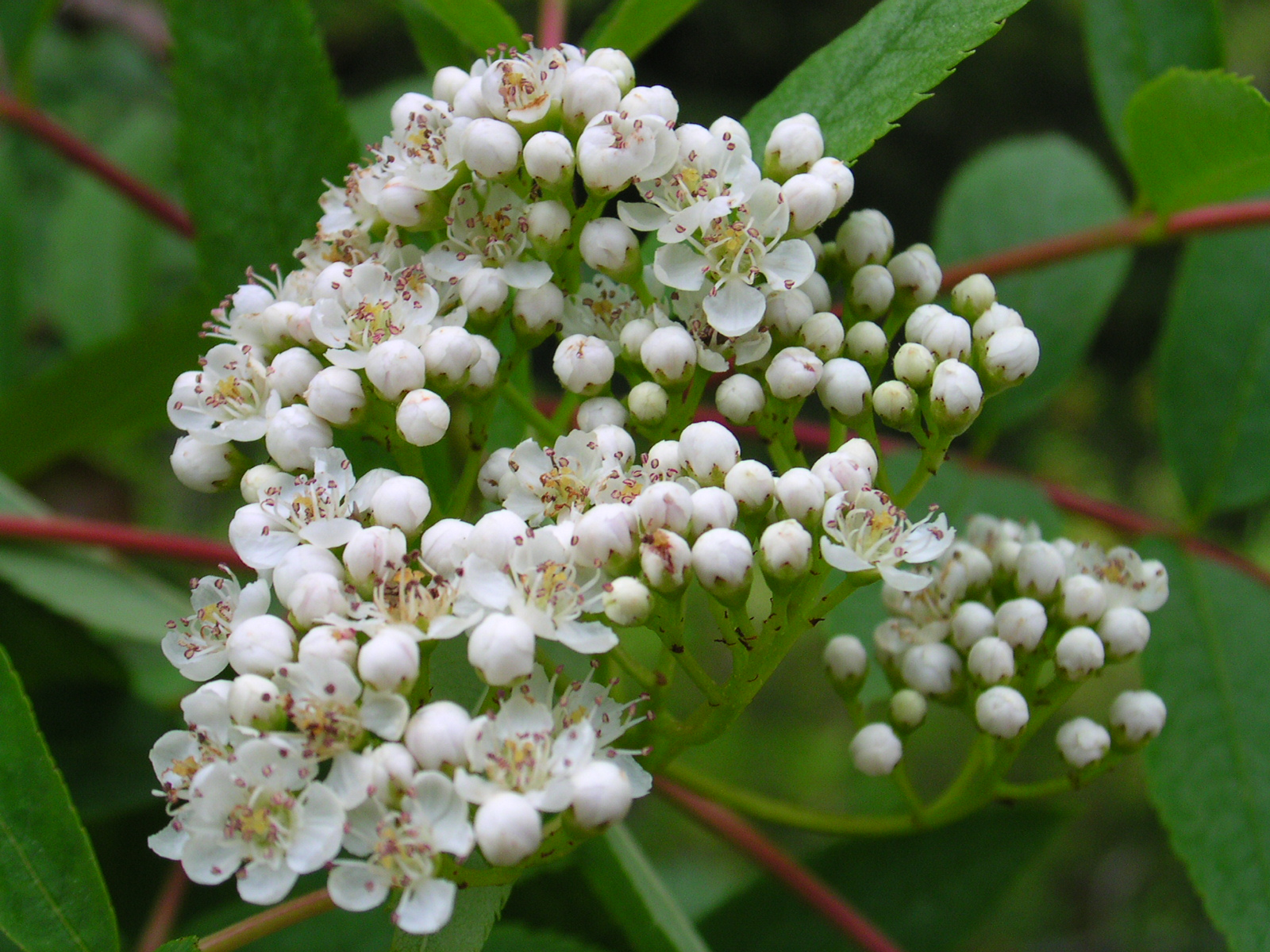
Květenství

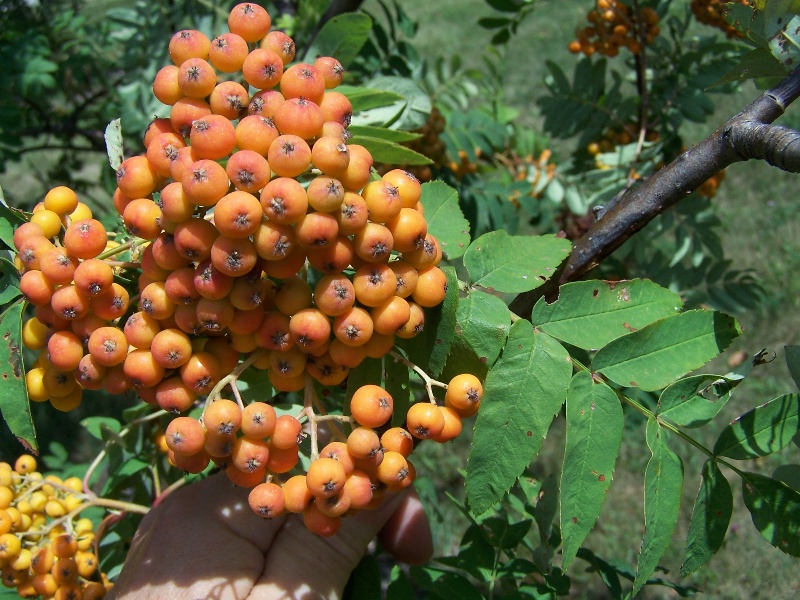
Zrající plody

Jeřáb americký (Sorbus americana) je nevelký strom vysoký do 10 m, nebo řídký, vzpřímeně rostoucí keř vysoký 3 m. Tato nenáročná, opadavá dřevina, která je původní druh ze Severní Ameriky, se vyznačuje bílými jarními květy, pilovitými složenými listy a později oranžově červenými plody. Plody jsou příliš kyselé na to, aby je lidé jedli čerstvé, a zůstávají na stromě i po podzimním opadu do žluta či června zbarvených listů.

## Rozšíření
Areál druhu se rozkládá na východě Spojených státech amerických a Kanady. Ve Spojených státech se vyskytuje hlavně na severovýchodě, převážně ve státech přiléhajících k Atlantskému oceánu, západním směrem zasahuje nejdále do Minnesoty a Illinoisu, směrem na jih do Georgie a Tennessee a na severu překračuje státní hranici s Kanadou. Na území Kanady je rozšířen na jihovýchodě, od provincie Ontario přes Québec až k pobřeží Atlantiku.

## Ekologie
Tato krátkověká, v mládí rychle rostoucí dřevina dává přednost chladnějším a vlhčím místům, obvykle se vyskytuje v křovinaté či nehusté lesní vegetaci na březích jezer a vodních toků, ve slabě kyselé půdě roste i na skalnatých svazích. Vyskytuje se od mořského pobřeží až po nadmořskou výšku okolo 1300 m n. m., bývá součástí podrostu ve světlých lesích dlouhokmenných velikánů. Nejlépe se mu daří ve vlhkých, slabě kyselých, dobře odvodněných a živinami bohatě zásobených půdách na plném slunci. Pro pravidelné kvetení a tvorbu plodů může být zemina i částečně jílovitá, má ale obsahovat dostatek humusu a její hodnota pH by měla být o málo menší než 6. Druh nesnáší horké letní období ani příliš deštivé klima, na stanovišti připouští pouze částečné zastínění a je považován za netolerantní ke znečištěnému městskému prostředí. Obecně nevyžaduje výchovný řez. Nejmohutnější exempláře rostou na severních březích Huronského a Hořejšího jezera. Kvete s ohledem na různost stanovišť v květnu nebo červnu a plody dozrávají v září či říjnu. Druh má počet chromozomů 2n = 34 a stupeň ploidie x = 4.

## Popis
Strom s pravidelnou polokulovitou korunou, který bývá nižší než 10 m, nebo nepravidelný vzpřímeně rostoucí keř s až osmi hlavními stonky, vyrůstající ne výše než 3 m. Kůra kmene, tlustého až 25 cm, včetně hrubých větví bývá šedá až šedohnědá a má nápadné horizontální lenticely, v mládí je hladká a ve stáří šupinatá, letorosty bývají červenohnědé a zprvu chlupaté. Zimní pupeny jsou poměrně velké, nahnědlé, lesklé, lysé a na omak lepkavé. Kmen nebývá příliš dlouhý s výjimkou situace, kdy roste pod hustým zápojem korun vyšších stromů.
V uzlinách větví střídavě vyrůstají ploché lichozpeřené listy, které jsou dlouhé 15 až 30 cm, mívají jedenáct až sedmnáct párů protistojných, 4 až 10 cm dlouhých lístků podlouhlého či kopinatého tvaru, nepárový koncový lístek nebývá znatelně větší. Lístky jsou na konci zašpičatělé, po obvodě jednoduše nebo dvojitě ostře pilovité, na lícní straně jsou svěže zelené a rubové světle šedozelené, žilnatinu mají zpeřenou. Na podzim se před opadem zbarvují zlatožlutě, meruňkově, či do červena, na některých stanovištích se ale nevybarvují stejně výrazně. Palisty jsou jednoduché a bývají jen krátce vytrvalé.
Krémově bílé symetrické květy, velké asi 5 mm, vytvářejí hustá, až 14 cm široká chocholičnatá květenství čítající 120 až 400 květů. Pětičetné oboupohlavné květy s drobnými, 1 mm velkými kališními lístky mají obvejčité, 2 až 4 mm velké bílé korunní lístky s krátkým nehtem. V květu dále bývá čtrnáct až dvacet krátkých, bílých, volných tyčinek s prašníky a uprostřed nich vyrůstají tři až čtyři nažloutlé čnělky nesoucí ploché hlavičkovité blizny. Semeník vzniklý z pěti plodolistů má v každém oddílu po dvou vajíčkách. Květy jsou opylovány hlavně včelami slétajícími se pro nektar.
Plod je kulovitá, dužnatá malvice, která měří v průměru 4 až 7 mm a v době zralosti je načervenale oranžová až světle červená. Obsahuje tři až pět podlouhlých, na koncích zašpičatělých semen. Malvice jsou sice pro lidi poživatelné, ale pro svou kyselost bývají nechutné. Teprve po přejití mrazem částečně zesládnou a dají se v nouzi jíst. Zůstávají na stromech dlouho po opadu listů, pak je v zimě sezobou ptáci a v trusu roznesou semena.

## Význam
Pro lidí není jeřáb americký významnou dřevinou. Jeho jemnozrnné, nepevné, měkké dřevo, o specifické hmotnosti 545 kg/m³, se používá v řezbářství nebo se ojediněle ze starších jedinců vyrábí nábytek. Plody lidem většinou nechutnají, neboť jsou kyselé a nahořklé, teprve po přemrznutí se zvýší obsah sacharidů a zesládnou. Lidé je nato zbavují semen a vyrábí z nich například ovocné želé nebo potravinářské barvivo.
Někdy bývá jeřáb americký vysazován i jako ozdobný strom či keř, byl za tímto účelem přímo vyšlechtěn kultivar 'Dwarfcrown' s barevnými listy. Stromy takřka nepostihují živočišní škůdci a jejich plody jsou prospěšné pro mnoho plodožravých ptáků, kteří je během zimního období konzumují. Ke konci zimy pupeny a kůru z mladých větví v nouzi okusují jelení a losi, obdobně jako časně z jara mladé rašící lístky i větvičky. Ve volné přírodě bývá často zaměňován za jeřáb ozdobný (Sorbus decora) nebo za jeřáb ptačí (Sorbus aucuparia), byť s nimi není blízce příbuzný.
Jeřáb americký má velké rozšíření, stabilní populaci a v současné době nezaznamenává žádné velké ohrožení, ani nejsou evidentní konkrétní hrozby pro budoucnost. Druh je proto organizací IUCN hodnocen jako málo dotčený taxon (LC).